# Übersee-Département
Als Übersee-Département und Übersee-Region (französisch Départements et régions d’outre-mer, Abkürzung DROM bzw. DOM-ROM) werden einige Départements der Französischen Republik bezeichnet, die außerhalb Metropolitan-Frankreichs (France métropolitaine), des europäischen Mutterlandes, liegen und somit zu den französischen Überseegebieten gehören. Bei den DROM bzw. DOM-ROM handelt es sich um ehemalige französische Kolonien, die nach dem Zweiten Weltkrieg zu Départements d’outre-mer wurden. Die Gebiete stehen sowohl im Rang einer Région als auch eines Départements, aber teils (DROM) mit getrennter Verwaltung dieser Gebietskörperschaften. Sie stellen auch NUTS-2- und -3-Ebene der amtlich-statistischen NUTS-Gliederung Frankreichs dar.
DOM steht sowohl für die Charakteristik der einzelnen Territorien, als auch für die Départements [et régions] d’outre-mer in ihrer Gesamtheit. Als solche bilden sie eine NUTS-1-Region.
Neben den DOM existieren außerhalb der France métropolitaine auch die Collectivités d’outre-mer (COM) und andere Sonderformen der Überseegebiete. Die Insel Korsika ist keine DROM, sondern gehört zur France métropolitaine.

## Bevölkerung
Aufgrund der hohen Transferzahlungen aus der Europäischen Union und Frankreich, die einen im Vergleich zur Umgebung relativ hohen Lebensstandard gewährleisten, haben sich in den DROM bzw. DOM-ROM nie besonders starke Bewegungen für eine Unabhängigkeit gebildet. Weder in Frankreich noch in der Europäischen Union wird dieser besondere Status, der als ein Überbleibsel des französischen Kolonialismus angesehen werden kann, in Frage gestellt.
Die Gesamtbevölkerung der französischen Übersee-Départements umfasst 2.148.153 Menschen (1. Januar 2019).

## Département und Région
DROM bedeutet, dass Département und Région als voneinander verschiedene Gebietskörperschaften koexistieren, wobei die Kompetenzen zwischen Départementrat und Regionalrat aufgeteilt sind. Gemäß Artikel 73 letzter Absatz der Verfassung der Fünften Französischen Republik können Département und Région zu einer einzigen Gebietskörperschaft mit einer einzigen beratenden Versammlung zusammengelegt werden (DOM-ROM), was einer Volksbefragung bedarf. Die erste Gebietskörperschaft dieser Art ist seit März 2011 Mayotte.
Am 24. Januar 2010 sprachen sich auch die Wähler in Martinique und Französisch-Guayana für die Zusammenlegung aus. In Martinique war es die zweite Volksbefragung zu diesem Thema. Am 7. Dezember 2003 hatten sich die Wähler in Guadeloupe deutlich und in Martinique knapp gegen die Zusammenlegung ausgesprochen.

## Europäische Union und Euro

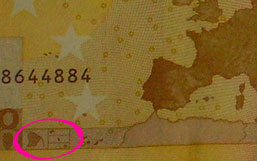
Abbildung der DOM auf der 50-Euro-Banknote: Französisch-Guayana (links), Guadeloupe, Martinique und Réunion (rechts von oben nach unten); Mayotte ist nicht abgebildet

Auch bei der zweiten Serie der Eurobanknoten fehlt Mayotte, obwohl es bei der Einführung schon längst Übersee-Département war

Die DOM gehören als Teil Frankreichs zur Europäischen Union; die Währung ist der Euro. Lediglich in Bezug auf Zölle und Umsatzsteuern gibt es einige Ausnahmen. Auch gehören die Übersee-Départements nicht zum Schengen-Raum. Die Zugehörigkeit zu Frankreich und somit der Europäischen Union kommt auch auf den Euro-Geldscheinen zum Ausdruck: Auf der Banknotenrückseite sind die Übersee-Départements (bisher mit Ausnahme des erst am 31. März 2011 hinzugekommenen Mayotte) mit den entsprechenden Kartenausschnitten dargestellt – unten links von der Europakarte.
Mit der Einführung der zweiten Serie der Eurobanknoten ab 2013 hätte Mayotte neben den anderen Übersee-Départements dargestellt werden können, da die Gestaltung komplett neu vorgenommen wurde. Das Hinzufügen von Mayotte als Nebenkarte geschah allerdings nicht, sodass zumindest bei der zweiten Serie von einem Fehler durch das Fehlen von einer Karte von Mayotte gesprochen werden kann.

## Liste
Die Übersee-Départements und ihre Vertretung in der Nationalversammlung bzw. im Senat:
| Département                            | Nummer | ISO-3166-2 | NUTS    | Wappen | Vertretung                             | Einwohner | Fläche        |
| -------------------------------------- | ------ | ---------- | ------- | ------ | -------------------------------------- | --------- | ------------- |
| Guadeloupe                             | 971    | FR-GP      | FRY1[0] |        | seit 1946, 4 Abgeordnete, 2 Senatoren  | 395.752   | 1.635,66 km²  |
| Martinique                             | 972    | FR-MQ      | FRY2[0] |        | seit 1946, 4 Abgeordnete, 2 Senatoren  | 361.225   | 1.108,01 km²  |
| Französisch-Guayana (Guyane française) | 973    | FR-GF      | FRY3[0] |        | seit 1947, 2 Abgeordnete, 2 Senatoren  | 304.557   | 83.825,14 km² |
| Réunion                                | 974    | FR-RE      | FRY4[0] |        | seit 1946, 5 Abgeordnete, 3 Senatoren  | 863.083   | 2.503,08 km²  |
| Mayotte                                | 976    | FR-YT      | FRY5[0] |        | seit 2011, 1 Abgeordneter, 2 Senatoren | 256.518   | 366,22 km²    |

Der vierstellige NUTS-Code bezeichnet die Region, der fünfstellige das Département.